# 여행문학

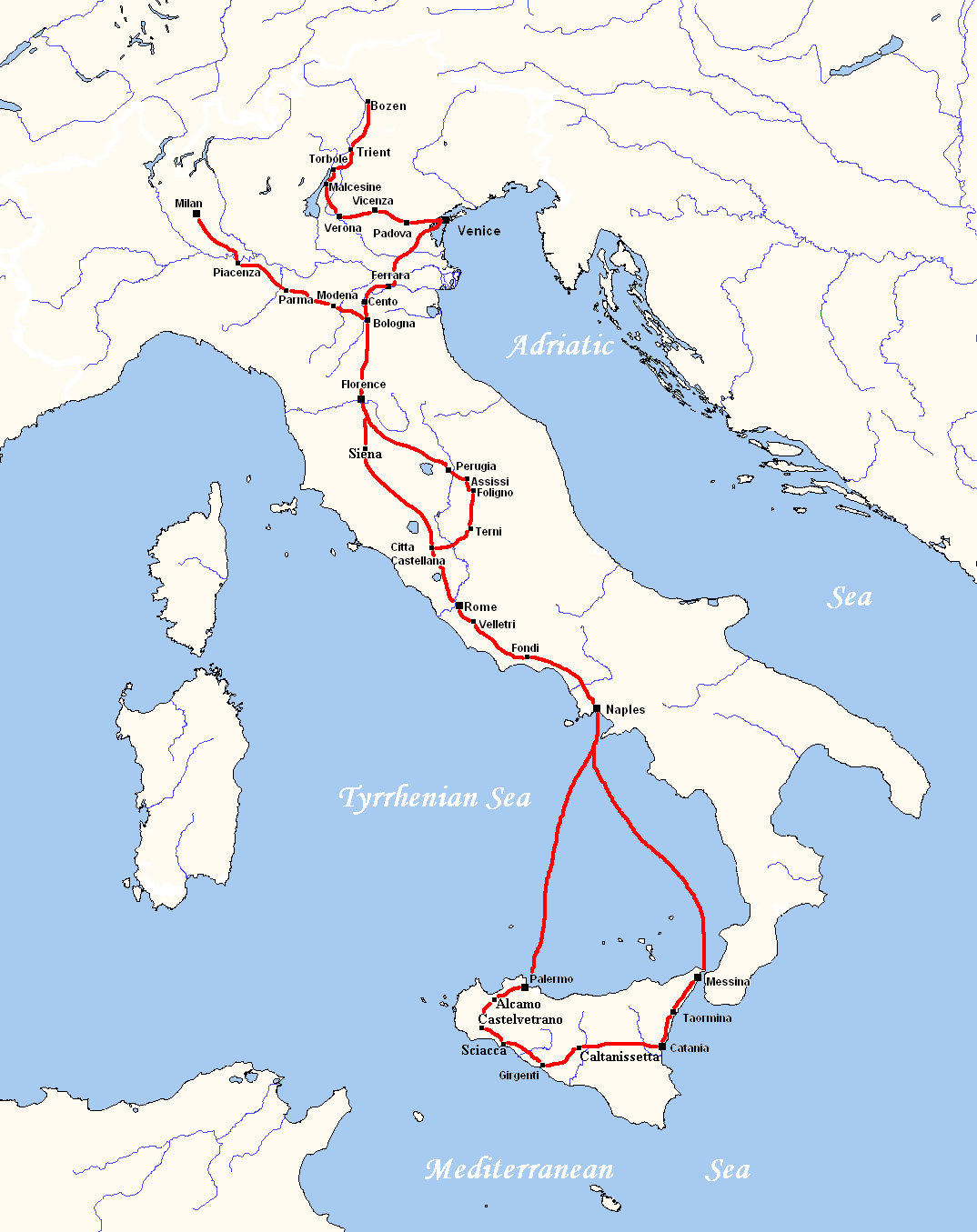

여행문학(旅行文學, 영어: travel literature) 또는 기행(紀行) 혹은 여행기(旅行記)는 여행하면서 겪은 일을 적은 문학 양식이다. 기행문은 쓰는 목적에 따라 견문을 적는 기행문과 특정 목적을 위한 답사기로 나누거나 글양식에 따라 일기체, 편지체, 수필체, 보고체 기행문으로 나눌 수 있다. 그러나 어떤 종류의 기행문이든 견문을 소재로 하고 있다는 조건에는 변함이 없다.

## 기행문의 유형
기행문은 수필의 일종이라고 말할 수 있는데, 여행 도중 보고 들은 것이나 느낀 바를 사실적으로 적어 읽는 사람으로 하여금 그 지방에 대하여 새로운 지식을 얻도록 함과 더불어 새로운 호기심을 갖도록 하는 글이다. 기행문은 쓰는 각도에 따라 세 가지 유형으로 나눌 수 있다.
첫째는, 우리가 흔히 대하는 대부분의 기행문의 유형으로 처음 여행 간 곳의 자연이나 풍토 또는 그곳 습관에 대한 인상을 자기 감흥으로 그리는 글이다. 둘째는, 사상적인 주제의식을 나타내기 위해 쓰는 기행문이다. 그 지방에 대한 필자의 감흥 속에도 그런 의식이 나타나기는 하지만 그 지방의 인정이나 문명 등에 대한 필자의 주관이 강하게 드러나는 기행문이다. 셋째는, 그 지방의 역사적인 사실이라든가, 산업의 상황, 과학발전의 정도 등을 연구하는 태도로 연구논문 비슷하게 쓰는 기행문이다.
이런 유형의 기행문들은 또한 문장 양식으로는 일기체, 서한체, 수필체, 논문체 등으로 쓰여진다.
기행문의 기본 조건이 여행중의 견문(見聞)을 소재로 한다고는 해도, 보고 느낀 것을 사실적으로 적었다고 해서 좋은 기행문이라고는 말할 수 없다. 남들이 다 아는 사실을 자기가 처음 보았다고 해서 새로운 것처럼 적는다면 그 기행문은 독자에게 흥미를 주지 못한다. 따라서 기행문을 쓸 때는 각별히 주의하여 남들이 알고 있는 사실이라고 해도 필자의 독특한 관찰력과 감각을 살려 남들이 발견하지 못한 점을 지적해야 한다.
또한 기행문에는 여행의 순서에서처럼 '언제, 어디를, 어떻게 떠나서, 무엇을 보고 듣고 느끼고, 어떤 곳을, 어떻게 다녀서 돌아왔다'는 내용이 포함되어야 한다.
따라서 먼저 여행을 떠나는 동기와, 떠나는 즐거움이 나타나 있어야 한다. 그 다음 여행의 시작과 더불어 기행문에도 여행의 과정이 묘사되어야 한다.
독자는 몸으로 여행을 떠나지 못하는 대신 글을 따라 여행하기 때문이다. 따라서 길가 풍경도 어느 정도는 친절히 표시하여야 한다. 그리고 그 다음으로 그 지방의 특색이 나타나야 한다. 각 지방에는 그 나름의 특색이 있다. 지방마다 말씨, 인정, 음식 솜씨, 옷 입는 모습 등이 몹시 다름을 발견하게 된다. 바로 그런 점을 여행자다운 예민한 감각으로 느끼며 재치 있게 표현하여야 한다.
그러기 위해서는 여행을 떠나기 전에 자기가 여행할 지역의 풍습이나 사적지, 그 지역의 역사 등을 미리 알아두면 기행문 작성에 크게 도움이 된다.

## 같이 보기
- 일라이어스 버튼 홈스